# Kubu (Teunom)
Kubu is een bestuurslaag in het regentschap Aceh Jaya van de provincie Atjeh, Indonesië. Kubu telt 131 inwoners (volkstelling 2010).